# Tomoaki Kuno
Tomoaki Kuno (久野 智昭 Kuno Tomoaki?), född 25 september 1973 i Shizuoka prefektur, är en japansk före detta fotbollsspelare.
Kuno började sin karriär 1996 i Fujitsu (Kawasaki Frontale). Han spelade 232 ligamatcher för klubben. Han avslutade karriären 2005.